# Дубовской сельсовет (Амурская область)
Дубовской сельсове́т — сельское поселение в Михайловском районе Амурской области.
Административный центр — село Дубовое.

## История
Дубовской сельсовет образован в 1968 году.
11 июля 2005 года в соответствии с Законом Амурской области № 30-ОЗ муниципальное образование наделено статусом сельского поселения.

## Население
| 2002 | 2010 | 2011 | 2012 | 2013 | 2014 | 2015 |
| ---- | ---- | ---- | ---- | ---- | ---- | ---- |
| 647  | ↘522 | →522 | ↘502 | ↘483 | ↘470 | ↘450 |
| 2016 | 2017 | 2018 | 2021 |      |      |      |
| ↘441 | ↘435 | ↘426 | ↘398 |      |      |      |

## Состав сельского поселения
| № | Населённый пункт | Тип населённого пункта       | Население |
| - | ---------------- | ---------------------------- | --------- |
| 1 | Дубовое          | село, административный центр | ↘302      |
| 2 | Привольное       | село                         | ↘50       |
| 3 | Шурино           | село                         | ↘74       |